# Poikilacanthus
Poikilacanthus là chi thực vật có hoa trong họ Acanthaceae.